# Gunzō
Gunzō (群像) est un magazine littéraire japonais mensuel publié par les éditions Kōdansha depuis le mois d'octobre 1946 en tant que publication junbungaku (純文学, lit. « pure littérature »).

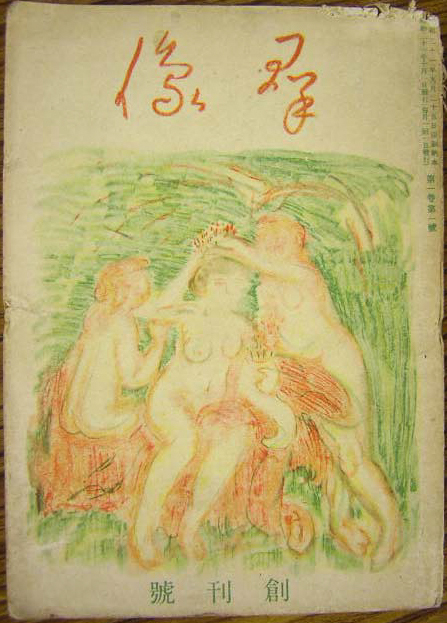
Couverture du premier numéro de Gunzō en octobre 1946.

Avec les magazines Shinchō, Bungakukai, Subaru et Bungei, Gunzō fait partie des magazines littéraires les plus importants du Japon.
Parmi les anciens contributeurs de la revue on compte Kenzaburō Ōe, Haruki Murakami et Yoriko Shono.
Gunzō vise à faire découvrir de nouveaux talents, à la fois parmi les écrivains et les critiques. La revue organise le prix Gunzō destiné aux nouveaux écrivains. Sa politique éditoriale consiste à publier les textes de façon anonyme pour encourager les gens à ne pas lire les histoires uniquement parce qu'elles sont signées de noms connus.

## Sources
- (en) Cet article est partiellement ou en totalité issu de l’article de Wikipédia en anglais intitulé « Gunzo (magazine) » (voir la liste des auteurs).